# المطلوح (السبرة)

تعديل مصدري - تعديل

المطلوح محلة تابعة لقرية بيت العداش، التابعة لعزلة بلادالشعيبي العليا بمديرية السبرة إحدى مديريات محافظة إب في الجمهورية اليمنية.، بلغ تعداد سكانها 90 حسب تعداد اليمن لعام 2004.